# Casa de Azlor
La Casa de Azlor es una casa nobiliaria aragonesa originada en la población homónima que formó parte de la alta nobleza del Reino de Aragón.

## Orígenes legendarios
Autores como Gregorio García Ciprés vincularon a los Azlor y a los Foces como ramas menores de una casa desconocida basándose en la similitud del blasón heráldico y a la cercanía de ambas poblaciones, que dieron nombre a las dos casas nobiliarias al igual que data su vinculación a su principal señorío, el de Panzano, durante la conquista de los territorios entre Alquezar y Huesca por Sancho Ramírez, quien, según él, concedió las poblaciones de Fabara, Torresecas, Costean, Arraro, Bellestar junto con Panzano y otras dos poblaciones que no menciona pero que según él incluyeron en su heráldica.
Otra escena histórica a la que se ha vinculado a los Azlor es la Conquista de Huesca, donde también se les menciona como acompañantes del rey aragonés en la conquista aunque debido a uso de esta contienda dentro de la narrativa exaltante usada por las familias nobles de la esfera del reino de Aragón para ensalzar sus servicios su presencia en ella es objeto de duda.

## Orígenes históricos
A pesar de la supuesta presencia dentro de las contiendas que asentaron al reino de Aragón, las primeras noticias que se tienen de miembros de la casa de Azlor son las de Blasco Fortuñones de Azlor y de Miguel de Azlor, quienes a pesar de que su vinculación es desconocida probablemente serían parientes ya que ambos aparecen mencionados en el testamento de Alfonso I.

### Miguel de Azlor, caballero con trágico final
Miguel de Azlor aparece mencionado en la Crónica Pinatense como un caballero y también es mencionado como tenente de Castelarro hasta 1135 y de Monzón entre enero y marzo del mismo año, cuando desaparece del corpus documental, bien por que fue ejecutado en la Campana de Huesca o simplemente falleció, aunque en la obra Fundación, excelencias, grandezas y cosas memorables de la antiquissima ciudad de Huesca de Francisco Diego de Aynsa este menciona que a sus hijos y esposa se le concedieron diversas prevendas relacionadas con el templo de San Pedro el Viejo de Huesca.

### Blasco Fortuñones de Azlor, poderoso señor del Somontano
Blasco Fortuñones de Azlor, que era hijo de Pepino Aznárez y que había aparecido junto con Miguel en la confirmación del testamento de Alfonso I, ya poseía el señorío de Azlor y Castelarro desde el 1135 y que debido a que se mantuvo fiel a Ramiro II aun en el 1136 acrecentó su patrimonio considerablemente, recibiendo el mismo año la villa de Sotero del rey.

## Asentamiento en Huesca y establecimiento en la élite nobiliaria

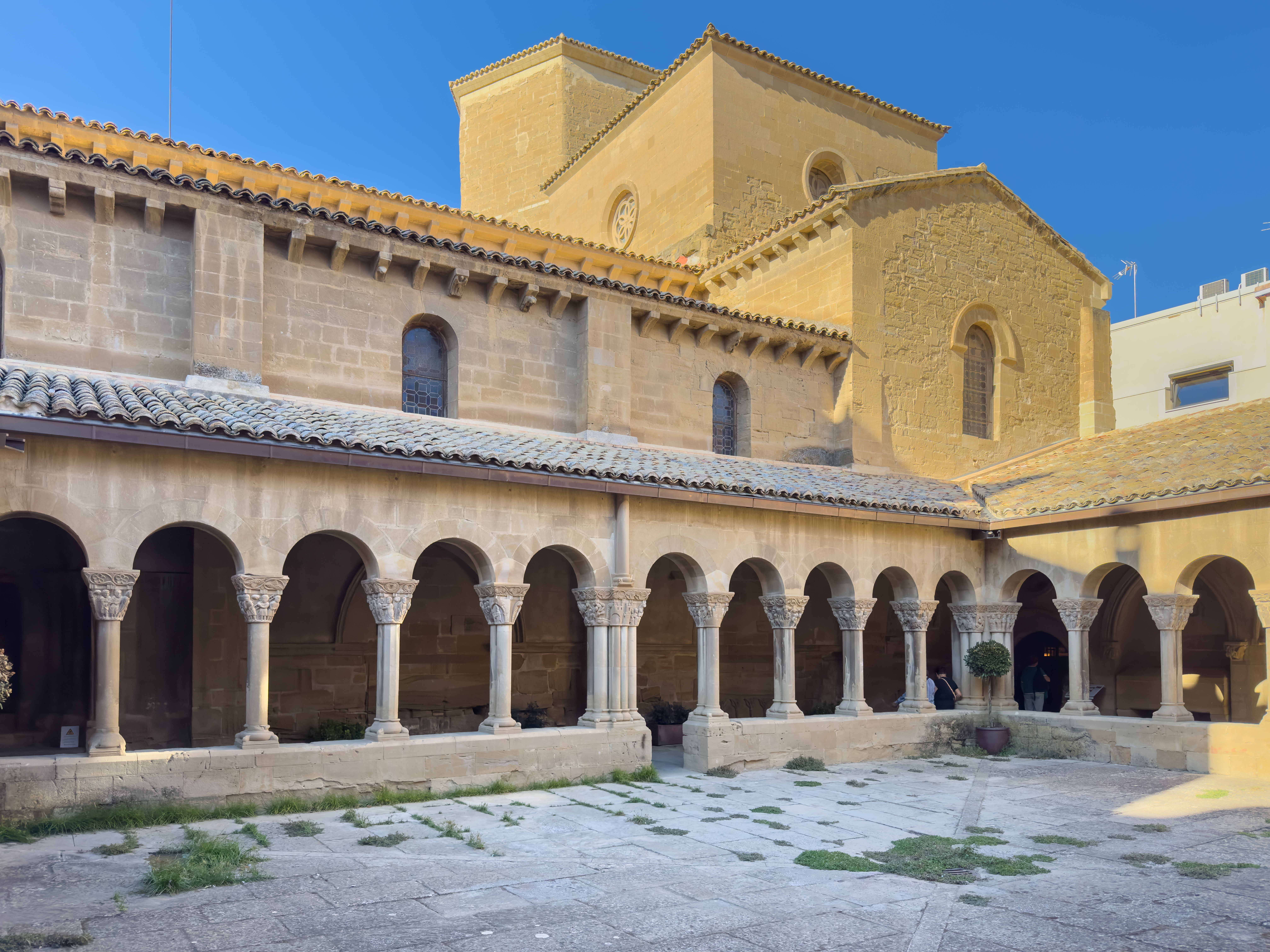
Dentro de los derechos que los Azlor tenían se encontraba su derecho de Ración de pan y vino de San Pedro el Viejo, vinculado a unas prerrogativas que Ramiro II les dio tras la muerte de Miguel de Azlor y a la defensa que la familia hizo del mismo durante la conquista de la ciudad.

Aunque se desconoce el momento exacto en el que la familia se asentó en Huesca, ya que la primera noticia de un Azlor en Huesca es en el 1170 cuando un documento establece unas casas de Jimeno de Azlor en el barrio de Orti Ortiz, lo que posteriormente se convertiría en el Palacio de Villahermosa, aunque también hay autores que sitúan a otros miembros de la casa en la ciudad antes, como los supuestos hijos de Miguel de Azlor, aunque su vinculación es difícil de establecer.

### Pedro de Azlor, la conquista de Valencia
Posteriormente en la Conquista de Valencia por Jaime I aparecen mencionados Pedro de Azlor, quien recibió del rey por su servicio militar las tenencias de Cinqueros y Albalate, ubicados en la Huerta de Valencia, junto con varias heredades en Ruzafa y sus dos hijos, Blasco Pérez de Azlor, quien fue muy cercano a Pedro III de Aragón y su esposa Constanza, y Juan de Azlor, quien fundó una rama cadete en el reino Valenciano.
Además de los hijos que le acompañaron en la conquista, Pedro contó con otro hijo, Martín de Azlor, quien fue elegido en el 1290 tras la muerte de Jaime Sarroca como Obispo de Huesca, aunque no llegó a tomar posesión de la diócesis tras su muerte poco después y el conflicto con el elegido por el papa para ocupar la sede, Ademaro.

### Blasco Pérez de Azlor II, preceptor de reyes
Blasco es considerado a menudo por los estudiosos como un segundo fundador de la dinastía ya que durante su vida el linaje vivió un considerable ascenso en la escala social a través de la compra de algunas tenencias como fue la del castillo de Ahones y su cercanía a los reyes, que terminaría desembocando en la ubicación de la casa dentro de la alta nobleza aragonesa.

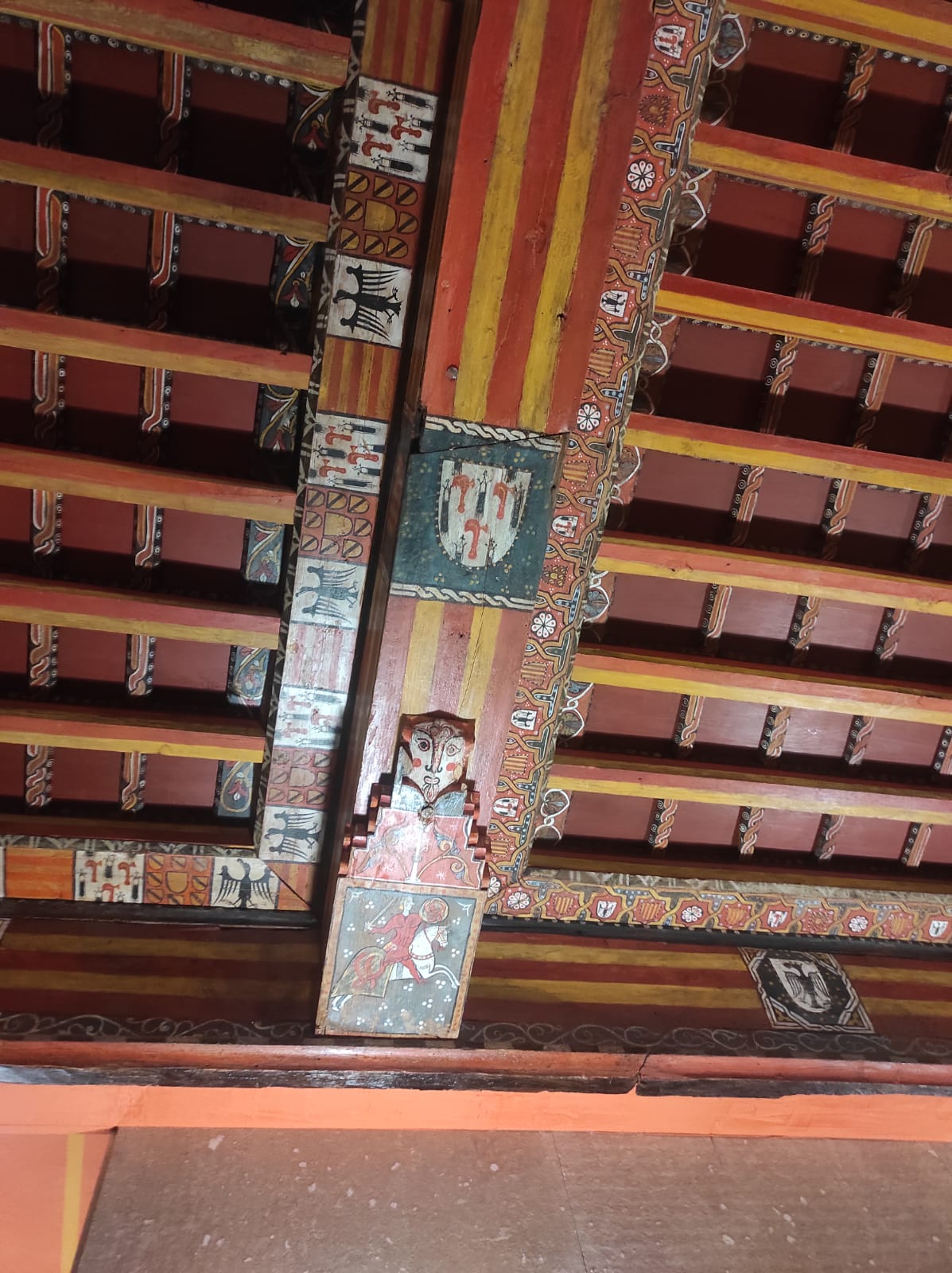
En vida de Blasco Pérez de Azlor se pintó el alfarje mudéjar del palacio de Villahermosa de Huesca, que lleva los escudos heráldicos de Blasco, su mujer Sancha de Tovía y de los reyes Pedro III y Constanza de Sicilia.

Fue nombrado como preceptor del segundo hijo de Pedro III y de su esposa Constanza, el futuro Jaime II, probablemente a causa de su matrimonio con Sancha de Tovía, miembro de una familia también aragonesa que había ascendido socialmente debido a la conquista del reino valenciano ya que probablemente era pariente cercana del primer alcaide de Játiva Jimeno de Tovía, quien fue nodriza del futuro rey y miembro del séquito de la reina y a la que conoció y con quien contrajo matrimonio probablemente poco después de la llegada de los reyes a Huesca en el 1267. El matrimonio tuvo al menos dos hijos, Artal, quien sucedería a su padre y Martín López de Azlor, quien se convertiría en obispo de Huesca en el 1300, hasta su fallecimiento en el 1313.
Aparte de la tutela del príncipe en el 1277 fue nombrado embajador ante el rey de Castilla, Alfonso X, pero su tutela de Jaime II aparece documentada al menos dos veces, la primera en septiembre del 1280 cuando el joven de trece años rechaza casarse con Constanza, quien era la hija del conde de Foix, Roger Bernardo III, que se mantenía en rebeldía frente a su padre dentro del marco de las pugnas de la nobleza catalana contra la Corona de Aragón y la última está documentada en febrero del 1283, abarcando una ventana educativa importante dentro de la vida de un joven de una casa real durante la Edad Media. Blasco fallecería poco después en el 1286, enterrándose en el panteón familiar que fundó en el monasterio franciscano fundado durante su vida en la ciudad.

### Artal de Azlor I, consejero real y zalmedina
Tras la muerte de su padre en el 1286 Artal asumió la jefatura de la familia pero ya había sido hombre de confianza del rey Pedro III, al igual que lo sería de Alfonso III durante sus seis años de reinado hasta que su prematura muerte sin herederos puso a la cabeza del reino al que probablemente fue su hermano de leche y compañero de juegos en la infancia, Jaime II, algo que benefició considerablemente a la familia ya que aunque Artal era zalmedina de Huesca entre el 1296 y 1297 posteriormente llegó a ocupar los puestos de portero mayor y consejero en la corte real, habiendo sido preceptor de una de las hijas del rey así como siendo embajador en distintas ocasiones y acompañándole en campañas militares como lo fueron las llevadas a cabo en Murcia en el 1296 y en Italia en el 1298.
Debido a las muy buenas relaciones que mantuvieron ambos y a los servicios prestados, el rey le donó en 1293 Arraro, Sotero, Fabana y Panzano a cambio de que sirviera en las huestes reales con un caballero armado, ya que excepto Panzano las otras tres poblaciones se despoblaron poco tiempo después y los Azlor terminaron adoptando el título de Señores de Panzano, aunque también tuvieron como señorío el valle de Nocito.
En el 1307 Jaime II realizó la donación de la reliquia de uno de los dedos de San Lorenzo, manteniéndose en la población desde el 23 de marzo hasta el 21 de agosto y realizando la donación tras una procesión junto al obispo de Huesca y hermano de Artal, Martín López de Azlor, el día 10 de agosto cuando se celebraba la festividad del santo, ingresando tanto el rey, el justicia de Aragón Ximén Pérez de Salanova y Artal junto con su hijo Blasco Pérez de Azlor, a quien el rey nombraría posteriormente tenente de Loarre en el 1315.
Artal testó según Julio Brioso el 3 de marzo del 1326, estableciendo ser enterrado en el panteón de los Azlor que su padre había erigido en la iglesia de los frailes menores de San Francisco en Huesca, hoy desaparecida.

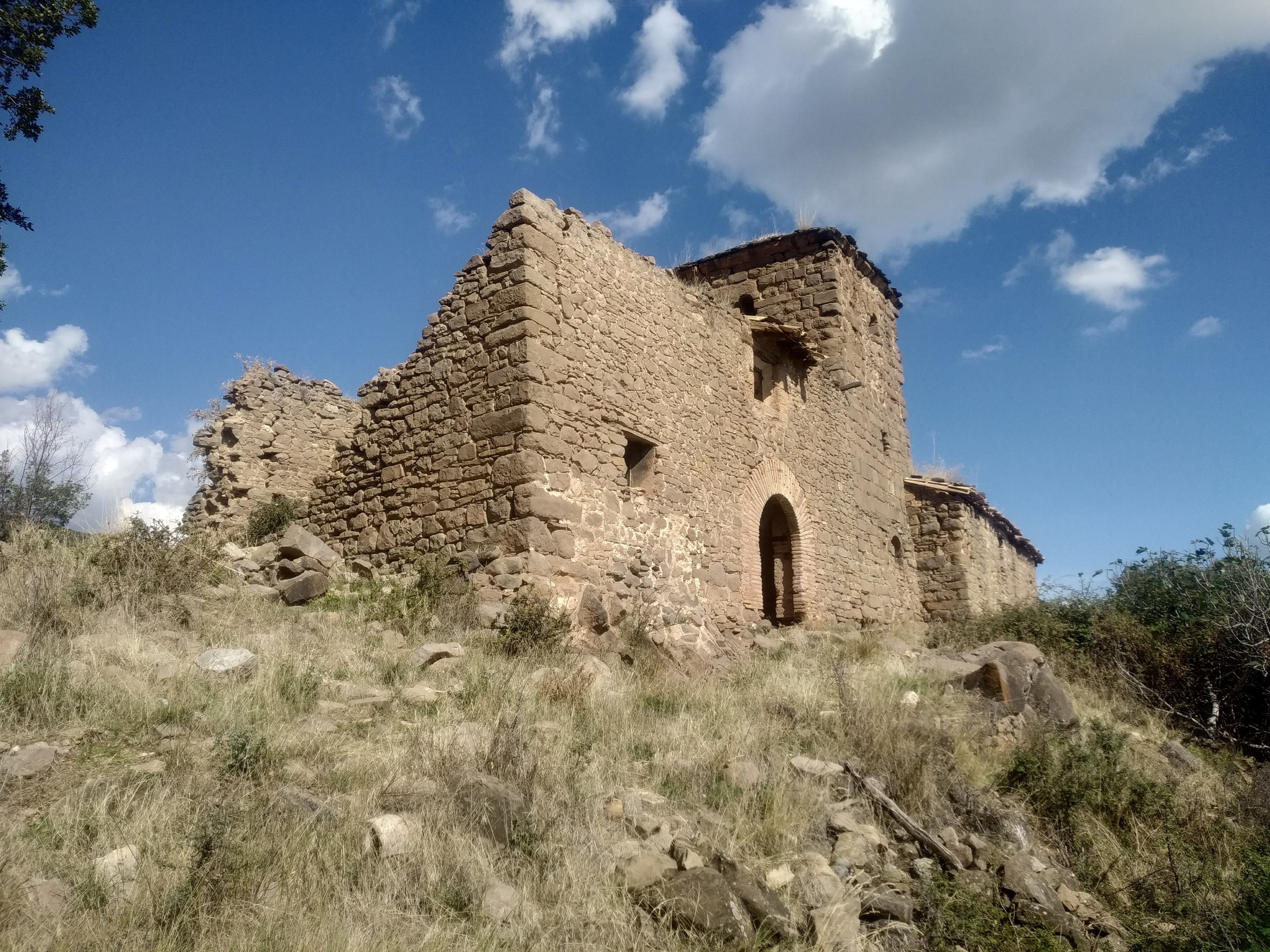
Fabana fue una de las poblaciones que el rey Jaime II donó a que probablemente fue su hermano de leche, Artal de Azlor.

Artal contrajo matrimonio con Sancha Ramírez, con quien tuvo a:
- Blasco Pérez de Azlor III (a. 1315-a. 22 de abril del 1328) tenente de Loarre y de Santa Eulalia que contrajo matrimonio con Aragonesa de Bergua,[11] señora de Salas Altas y Bajas[12] con quien tuvo al menos un hijo llamado Artal y que tuvo que gestionar el patrimonio familiar tras la muerte de este.[13] En las tenencias de Loarre y Santa Eulalia fue sucedido por su cuñado Pedro Fernández de Bergua.[14]
- Sancho[c] Pérez de Azlor (a.1326-1329) tenente de Lagunarrota y Fraella así como tenente de Daroca.[15] Contrajo matrimonio con Jaima Brun.
- Ato Pérez de Azlor (a.1326- 1334)[16] señor de Costeán, Tramaced[17] y Alquézar,[16] copero de Jaime II en el 1324 y zalmedina de Huesca[18][19] que contrajo matrimonio con María de Pomar y tuvo a Juan de Azlor, señor de Ariño y Costean.
- Martín López de Azlor, deán de la Catedral de Huesca.[19]
- Blasco Artal, señor del Castillo de Ahones.[20]
- Urraca Artal, casada con Rodrigo de Ahones.[21]

## Pérdida de la influencia e inicio de conflictos sucesorios

### Artal II de Azlor, inicio de los testamentos controvertidos
Debido a la prematura muerte de su padre a inicios del 1328 su madre Aragonesa de Bergua, cuya familia también tenía su centro de poder en la ciudad de Huesca, se encargó de gestionar tanto su herencia como acrecentarla siendo Artal II el tercer barón de Panzano, Sotero, Arraro y Fabana, al igual que mantuvo la influencia que su abuelo y bisabuelo habían obtenido en torno a la figura del rey, siendo consejero de Pedro IV de Aragón.

#### Matrimonios y descendencia
Contrajo matrimonio con Cóndor de Arazur quien probablemente era hija de García Garcés de Arazur, teniente de Daroca en el 1300 y su mujer Cóndor con quien tuvo un único hijo legítimo llamado Blasco Pérez de Azlor IV, a quien dejó como único heredero en una donación realizada en el 1341 aunque posteriormente volvió a contraer matrimonio con Toda Martínez de Buisan testando por última vez en el 27 de junio del 1362 donde a su primogénito le adjudicaba el valle de Nocito y una casa en Lucena de Jalón mientras que al hijo que esperaba con su segunda mujer le dejaba en herencia tanto las casas en Huesca como la baronía de Panzano, estableciendo como heredero en el caso de que ambos hijos fallecieran sin descendencia a su primo hermano Pedro de Ahones, señor de Torreseca, hijo de Rodrigo de Ahones y su tía Urraca. A pesar del cambio en su último testamento su hijo póstumo no vuelve a ser mencionado y debido a que Blasco Artal de Azlor IV heredó el conjunto patrimonial íntegro se entiende que o el recién nacido falleció o que este fue una niña.
Además de sus hijos legítimos tuvo uno natural llamado Martín a quien en su testamento de 1362 le dio en herencia Paternuy y Branavilla, estando casado con Constanza de Coscullano y con quien tuvo a Blasco, Antonio, Artal, Martín, Juan, Felipa y Constanza, quienes recibieron de su tío Blasco Artal de Azlor IV doscientos cincuenta sueldos cada uno.

### Blasco Artal de Azlor IV, sucesivos matrimonios para la sucesión
Como heredero universal del patrimonio de su padre a excepción de la donación a su medio hermano Martín, Blasco fue señor del valle de Nocito, barón de Panzano con las villas de Arraro, Fabana y Sotero, al igual que reunió en su persona partes del patrimonio familiar que habían ido a parar a otras ramas como fueron Xavierregay, Torre Secas o Tramaced, al igual que también obtuvo otros como el Castillo de Cadrete mediante pleito con el monasterio de Santa Fe.

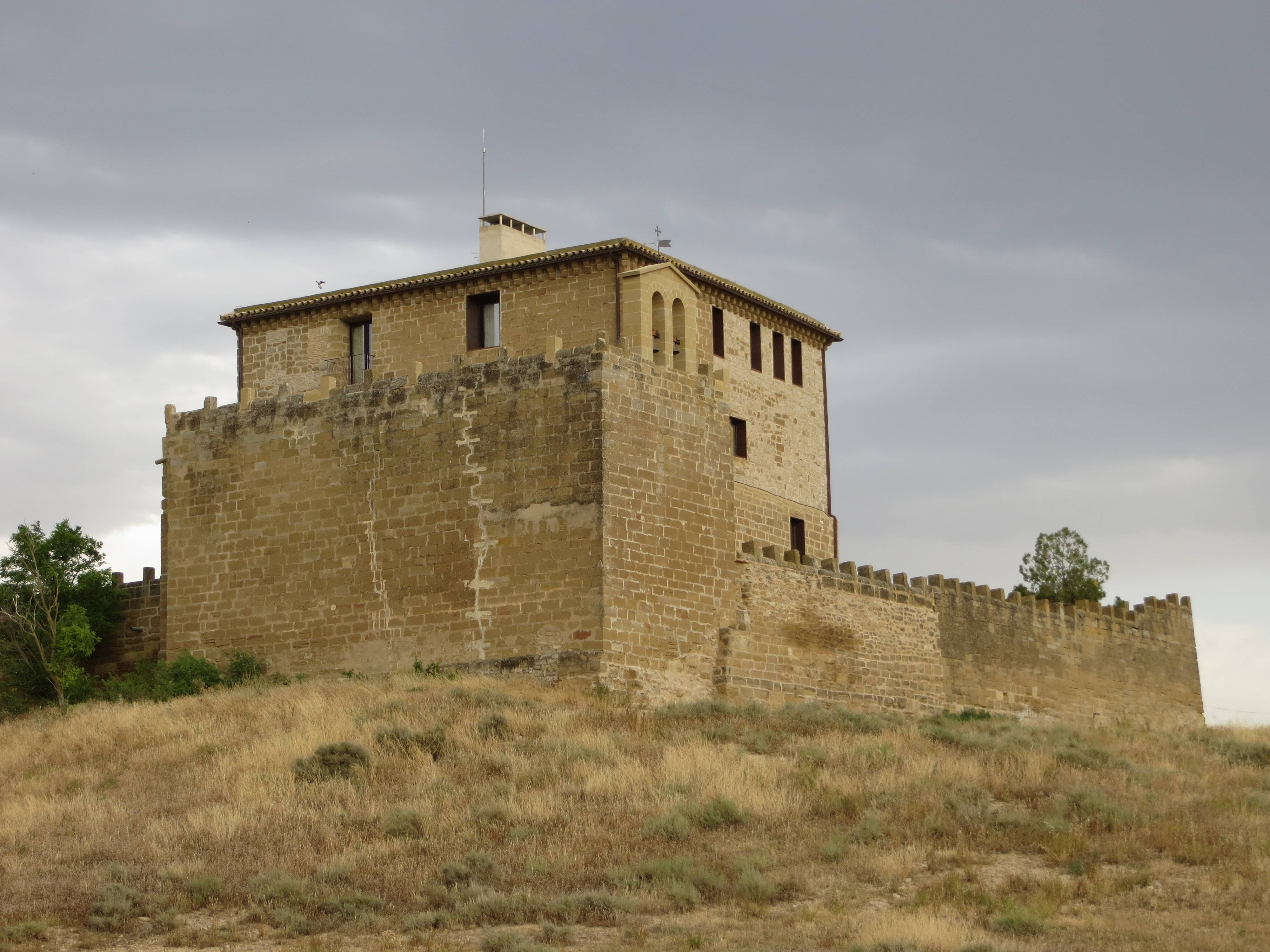
La población de Torres Secas aunque no era originalmente de la familia, terminó recayendo en la rama principal de los Azlor a través de matrimonios, saliendo de similar manera.

Aunque no se sabe exactamente en que momento nació se considera que llegó a una edad avanzada teniendo en cuenta que nació antes del testamento que su padre realizó en el 1341 y que su último testamento fue redactado en Huesca el 5 de septiembre del 1403, falleciendo poco después y siendo sucedido por su hija Juana a pesar de que su hijo Sanz Pérez había tenido un hijo.
Contrajo un primer matrimonio con Beatriz de Bergua, hija de Pedro Fernández de Bergua y de su mujer Venancia de Buil, quien ya había fallecido en el 1358, y que aportó como dote veinte mil sueldos pero que probablemente debido a su muerte estos no fuesen devueltos, existiendo una sentencia del 31 de marzo de 1358 en la que Bernaldo Galcerán de Pinós, señor de Castro condenaba a Artal II a pagar ocho mil sueldos jaqueses de los cuales siete mil se cobrarían con la cesión del valle de Nocito al tío de Beatriz, Pedro Fernández de Bergua, por doce años.
Contrajo un segundo matrimonio con María Álvarez Ruiz de Xuera, a quien donó la baronía de Panzano en usufructo de viudedad pero que falleció en el 1398, habiendo tenido con ella dos hijos:
- Sanz Pérez de Azlor, fallecido antes del 1403 aunque había tenido descendencia de su matrimonio con Inés Pérez de Aguilar, quien en su testamento del 1438 menciona a sus hijos, Blasco, quien tras la muerte de su tía heredó y sus hermanas, Teresa, casada con Juan Serra, Inés, casada con Jimeno López de Embún, y Juana.
- Juana de Azlor, quien debido a la muerte de su hermano heredó el patrimonio familiar. Contrajo matrimonio con su primo hermano Juan de Azlor, hijo de Blasco de Azlor quien fue merino de Zaragoza entre 1372 y 1375.[29]

Volvió a casarse poco después de la muerte de su segunda mujer con Martina Guillén de Loarre, probablemente en un intento de tener un heredero antes de morir pero que no pudo ser debido a su muerte en el 1403, a su segunda mujer le dejó en derecho de viudedad Torre Secas, unos derechos en Pompién Blanco y las casas que tenía en Huesca, algo que tras su muerte desató una serie de pleitos entre Juana su hija y Martina.

### Juana de Azlor, pleitos para mantener el patrimonio familiar
A pesar de que su hermano Sanz había tenido descendencia, Juana obtuvo el patrimonio familiar de forma casi íntegra ya que tras la muerte de su padre se enzarzó en una serie de pleitos con su madrasta que se terminaron saldando el 16 de septiembre de 1406 con el pago a Martina de 32500 sueldos jaqueses a cambio de que esta renunciase a todos sus derechos en favor de Gueranda Ciutadella, mujer de Blasco de Azlor y madre de Juan de Azlor, marido de Juana.
Se desconoce en que año contrajo matrimonio con Juan, quien reconoció el patrimonio personal de su mujer el 1417 para evitar cualquier posible pleito de sus familiares en el caso de que ella falleciera sin tener hijos con él, como finalmente terminó por ocurrir y por lo que la propia Juana había donado en el 1403 el conjunto del patrimonio familiar a su sobrino Blasco, quien era hijo de su hermano Sanz Pérez.

### Blasco de Azlor V, conflictos entre tío y sobrino

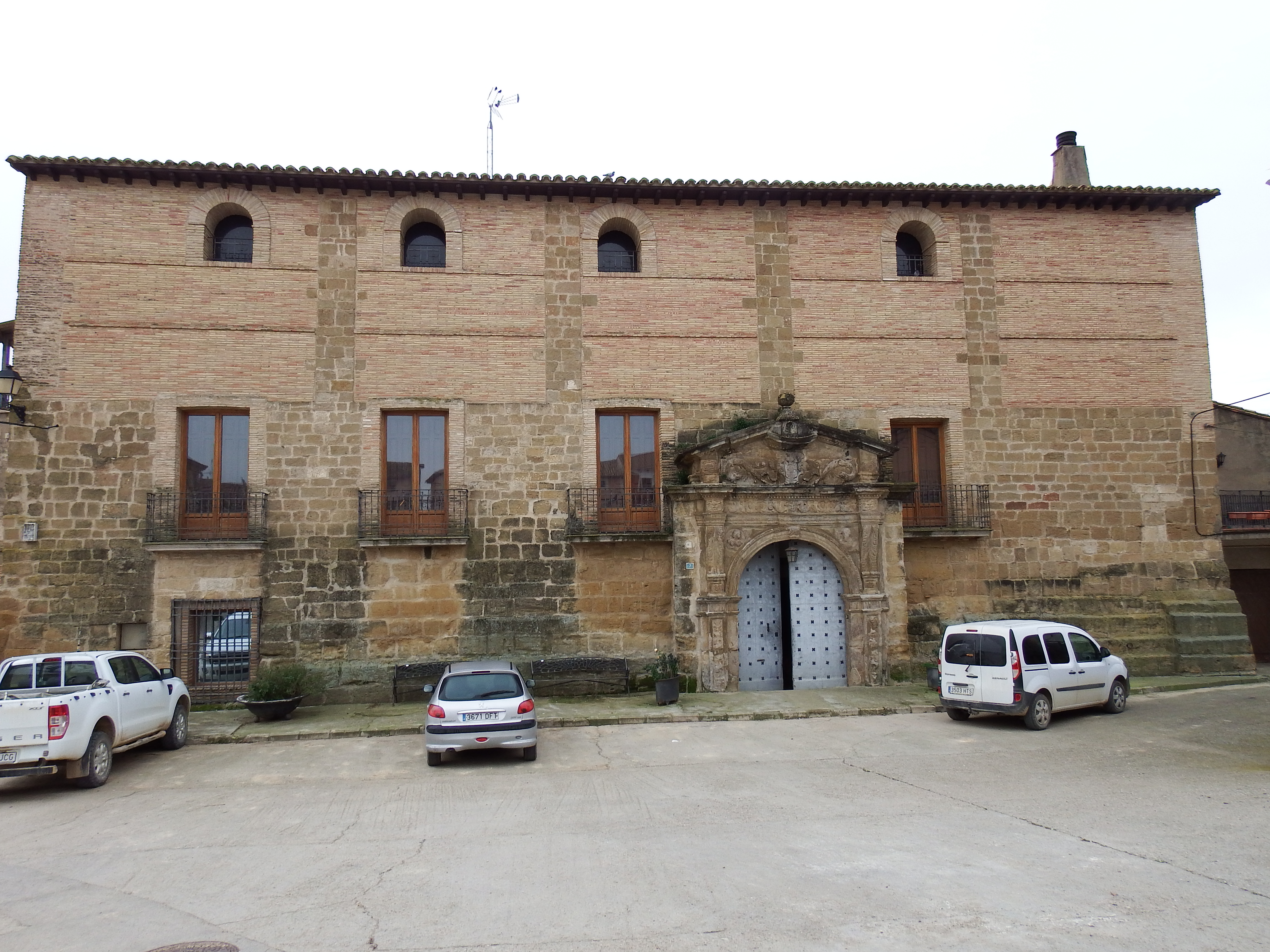
Debido a los pleitos que tuvo con su tío Juan, Blasco inició la venta de algunos señoríos a otros nobles como fue el caso de Torresecas y Tramaced, que intentó vender a Sancho Pérez de Pomar, señor de Salillas.

A pesar de la donación que su tía Juana le realizó la donación del patrimonio familiar en 1403 para mantenerlo agrupado en la rama principal de los Azlor y libre de pleitos en el caso de que su matrimonio con su primo Juan de Azlor no tuviera descendencia, tras su muerte su viudo inició una serie de pleitos que se alargaron hasta el 1434 llegando a pasar por un intento de venta de la baronía de Panzano, Torre Secas, Fabana y Tramaced en el 1430 por diez mil sueldos a Sancho Pérez de Pomar, Señor de Salillas, quien era cuñado de su tío Juan, que aunque no llegó a concretarse esa venta, Tramaced y Torre Secas si que pasaron a otras familias.
Además de los pleitos familiares también mantuvo otro con San Pedro el Viejo de Huesca, templo en el que la familia había obtenido el derecho de ración vino y pan y del que Blasco había querido hacer uso, por lo que se recurrió a un arbitraje en el 1444.
Ese mismo año contrajo matrimonio con María de Alcolea, hija de Juan de Alcolea jurídico de origen converso que participó como árbitro entre Blasco y el monasterio de San Pedro y de su mujer Gracia de Alberuela, quien aportó como dote ocho mil sueldos y con quien tuvo solamente a su heredero Blasco y que aparece mencionada como viuda en el 1476.

### Blasco de Azlor VI, elMagnífico
Blasco heredó los señoríos de Panzano, Arraro, Fabana y Sotero pero Tramaced y Torre Secas habían cambiado de manos a los Guimerá y a los Sangüesa respectivamente, aunque esta pérdida de patrimonio no le excluyó de los círculos cortesanos ya que aparece mencionado en la jura de Miguel de la Paz como Príncipe de Asturias en el 1498 y más tarde en la llevada a cabo en 1502 para la jura Juana I como tal.
Falleció en junio del 1505, poco después de escribir su testamento en el que se refería a sí mismo como el Magnífico y declaraba a su hijo primogénito como su heredero universal, queriendo ser enterrado en el panteón familiar ubicado en la llamada "capilla de los Azlores" en el desaparecido convento de San Francisco de Huesca.
Blasco contrajo matrimonio con Isabel de Ezcaray el 25 de febrero del 1466, teniendo con ella a:
- Juan de Azlor, su heredero y primogénito
- Artal de Azlor, quien falleció sin tener descendencia
- Blasco de Azlor, quien también falleció sin tener descendencia
- Juana de Azlor, casada el 5 de octubre de 1505 con Jimeno de Embún, señor de Figueruelas, aportando una dote de dieciocho mil sueldos y con quien tuvo una única hija, María Jiménez de Embún que heredó el señorío de Figueruelas y contrajo matrimonio con Juan Liñán de Vera.

### Juan de Azlor II, establecimiento del mayorazgo
Como heredero de su padre fue señor de Panzano y de las ya convertidas en pardinas de Arraro, Fabana y Sotero, al igual que racionero de San Pedro el Viejo.
Contrajo matrimonio con Brianda de Espés el 26 de abril del 1504, quien aportaba veinte mil sueldos al matrimonio donados por su madre, la árbitra Leonor de Síscar, teniendo con ella a:
- Artal III de Azlor, que le sucedió.
- Isabel de Azlor, que fue monja bernarda en el Monasterio de Casbas.
- Juana de Azlor, casada con Fernando Samper el 30 de abril de 1523 llevando veinte mil sueldos como dote al matrimonio.
- Brianda de Azlor, religiosa en el monasterio de Casbas.
- María de Azlor, muerta soltera.

Juan siguió la tendencia de la nobleza a agrupar la herencia de distintos títulos y herencias en vínculos o mayorazgos para evitar la dispersión de estos ,como ocurrió con los señoríos de Torre Seca, Tramaced o Costean, que había sido vendido en el 1356 a Ramón de Tarba, señor de Coscojuela, influyeran también en la decisión de formarlo, ya que lo realizó en su testamento de diciembre del 1518 en el que disponía como heredero a su hijo primogénito, siguiéndole sus hijas por orden de edad y si en ninguno de los casos hubiese descendencia nombraba a su hermano Artal como sucesor viniendo después en la sucesión a las hijas que tuviera con Brianda, teniendo que heredar si todos ellos faltasen su hermana Juana de Azlor con la condición de que sus hijos tomasen el apellido de Azlor primero, recurriéndose en último caso a los hijos bastardos de su padre.

### Artal III de Azlor, vinculación con familias judeoconversas
Falleció el 28 de junio del 1535, habiendo testado el 17 de mayo del mismo año, donde había dejado como heredero a su hijo, y en caso de que este muriese sin descendencia lo harían sus hijas, al igual que dejaba a su mujer el usufructo vitalicio, al igual que establecía ser enterrado en la capilla de San Nicolás del convento de San Francisco de Huesca, donde también instituyó dos aniversarios perpetuos para su persona.
Su muerte seguramente fue prematura ya que su hermana Juana, su cuñado Fernando Samper ejercieron la tutoría de sus hijos junto con su viuda Leonor, quien posteriormente contrajo matrimonio con Bartolomé de Torralba, teniendo al menos otro hijo llamado Lupercio de Torralba.
Contrajo matrimonio el 14 de diciembre del 1518 con Leonor Gómez con quien tuvo a:
- Juan de Azlor III, su heredero.
- Jerónima de Azlor, que contrajo matrimonio con Gaspar Ximénez de Samper, señor de Arascués, quien fundó el mayorazgo familiar en el primogénito del matrimonio, Gaspar Ximénez de Samper y Azlor, pudiendo pasar a sus hijas Josefa, María, Beatriz, Jerónima, Leonor e Isabel si este fallecía sin descendencia
- Preciada de Azlor, casada en el 1552 con Juan Lupercio de Felices y Gómez, Justicia de Huesca[35] y con quien tuvo entre otros a:
  - Jerónima Felices y Azlor, casada con Alonso Urriés de Castilla, señor de Nisano, para quien era su segundo matrimonio y con quien tuvo a:
    - Brianda Ruiz de Castilla y Felices, religiosa en el monasterio de Casbas, siendo su última abadesa perpetua.[36]
    - Teodora Ruiz de Castilla y Felices, casada con Domingo Agustín, Lugarteniente del Bayle de Aragón y Juez de Aragón.[37]
    - Alonso Ruiz de Castilla y Felices, capellán de honor del Rey Felipe IV y Canónigo de Zaragoza.
    - Vicencio Ruiz de Castilla, Canónigo de Huesca.
    - Bernardino Ruiz de Castilla, que falleció en el 1653 y estuvo casado con Ana Paciencia de Biota y Pérez de Suelves, nacida en Huesca en 1589 é hija de Jaime de Biota el Justiciero, Justicia de Huesca y de su mujer Catalina Pérez de Suelves, enterrados en la capilla de San Benito de San Pedro el Viejo de Huesca.

  - Agustín Felices y Azlor, mencionado como albacea testamentario de su tío en el 1582.
  - Leonor Felices y Azlor, casada con Luis Climent y Pilares que falleció el 25 de noviembre del 1592 y con quien tuvo tres hijos, Luis, Vicencio y Leonor. Ejerció una intensa actividad económica basada en el arriendo y compraventa de censales durante su viudedad y continuó vinculando a su familia con distintas familias de la pequeña nobleza, como los señores de Arascués, Nisano y Garasa al igual que comprando señoríos como el de Sanvicente.[38]

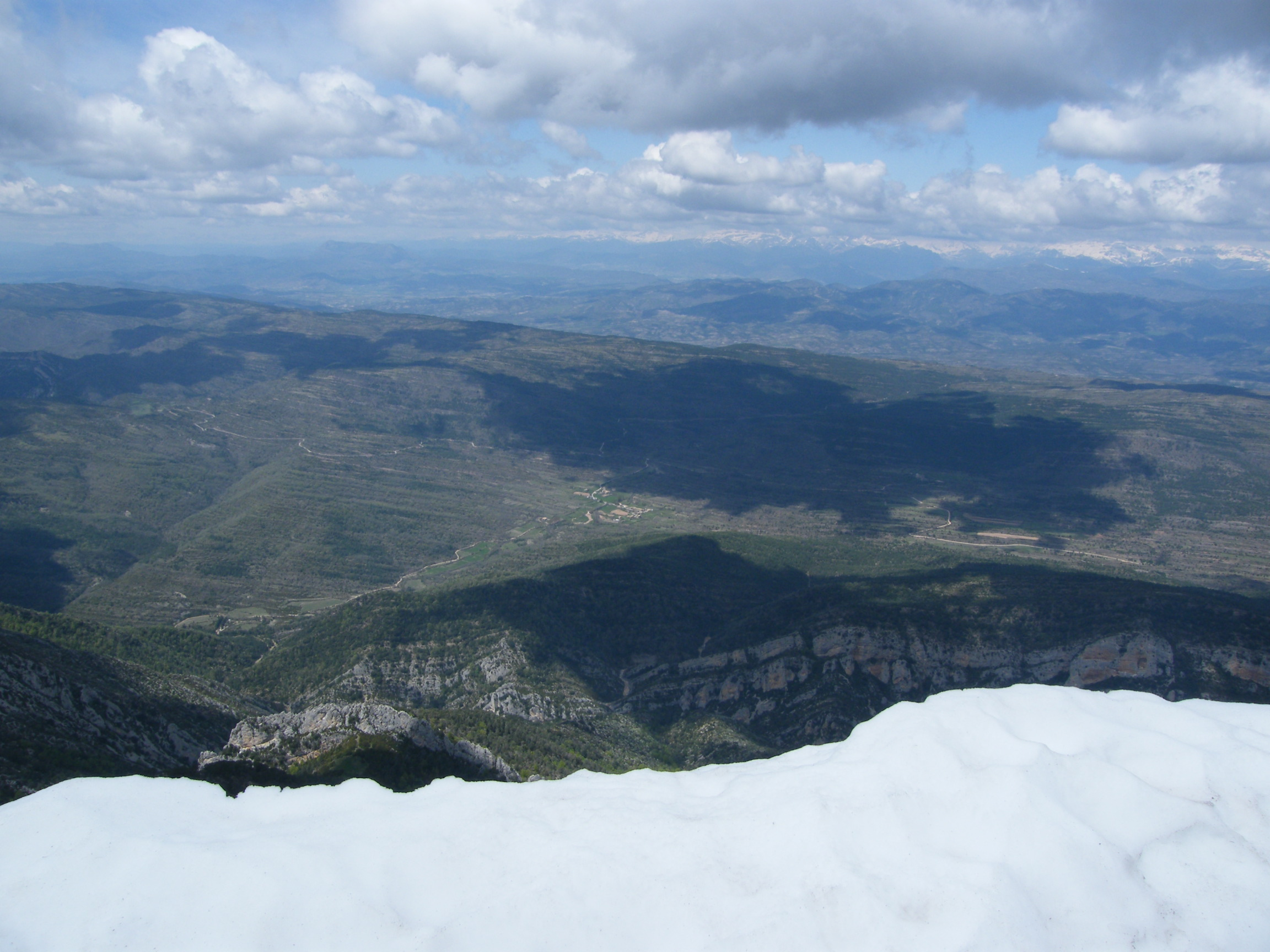
El valle de Nocito, que se había cedido varias generaciones atrás se había mantenido fuera del control de los Azlor desde entonces hasta que los tutores de Juan III consiguieron reincorporarlo al patrimonio familiar.

### Juan III de Azlor, recuperación del Valle de Nocito
Tras la muerte de su padre el 28 de junio del 1535, fecha en la que él aún no era mayor de edad, entró bajo la tutela de su madre, su tía Juana y su marido Fernando Samper, quienes en conjunto sostuvieron varios pleitos con la población de Nocito por la posesión del valle, llegando a un acuerdo el 5 de agosto del mismo año y confirmándose el 28 de septiembre del mismo en el que se le concedía la posesión del mismo a Juan, recuperando así una parte del patrimonio familiar que se había desgajado varias generaciones antes.
Contrajo matrimonio en Huerto con Isabel de los Benedetes hija de Dionís de los Benedetes, quien era hijo de Jordán de los Benedetes y de su mujer Catalina de Zurita, y de su mujer Magdalena Ferrer el 23 de julio del 1550, llevando cincuenta y cinco mil sueldos como dote y con quien tuvo a:
- Blasco de Azlor (?-14 de julio del 1600), su heredero.
- Luciano de Azlor (?-18 de diciembre del 1617), doctor en derecho y heredero universal de sus padres, no contrajo matrimonio y en su testamento dejó como heredero del mayorazgo que fundó al incluir el recuperado valle de Nocito a su sobrino nieto Francisco-Luis Azlor y Coscón, hijo de Artal Azlor y Heredia, hijo a su vez de su hermano Blasco de Azlor, recayendo la herencia por falta de hijos varones en el hijo del segundo matrimonio de Blasco, Juan de Azlor e Icís.
- Brianda de Azlor (?- 21 de septiembre del 1586), casada en el 1579 con Jerónimo de Heredia, quien aportó cincuenta mil sueldos al matrimonio pero falleció el 8 de septiembre del 1580 en Alcañiz sin sucesión por lo que Brianda volvió a contraer matrimonio en Huesca el 11 de diciembre del 1585 con Octavio López de Bailo, hijo de Miguel López de Bailo y de Isabel de Viota y Ayerbe, de Ejea de los Caballeros. De este matrimonio nació una sola hija, Isabel Eufemia López de Bailo y Azlor, cuyo parto terminó causando la muerte a su madre y su tutela recayó en su abuelo Juan de Azlor, quien la casó posteriormente con Francisco Borja y Erla sin tener sucesión y dejando por heredero a su pariente Francisco-Luis Azlor y Coscón.
- Jerónima de Azlor (?- 30 de marzo del 1598), que fue monja del císter en el Monasterio de Casbas.
- Ana de Azlor (?- 12 de octubre del 1580) casó con su cuñado Juan de Heredia, hermano de Jerónimo de Heredia, el 23 de noviembre de 1579 y con quien no tuvo sucesión y falleció antes que sus padres, dejando por heredero universal a su marido y estableciendo su enterrameinto en la iglesia de

Falleció poco después de realizar su testamento el 31 de marzo de 1589, donde nombraba como albacea a su sobrino Agustín Felices de Azlor y a sus dos hijos, solicitando ser enterrado en el panteón familiar de los Azlores.

## Ramificación de la familia entre Barones de Panzano y Señores de Costeán

### Blasco VII de Azlor, problemas sucesorios y nuevo panteón familiar
Fue Barón de Panzano, señor de Fabana, Sotero y Arraro así como Pompenillo y racionero de capa y espada de San Pedro el Viejo, siendo también miembro de la cofradía de nobles de San Jorge de Zaragoza, asistiendo a las cortes de Tarazona por el brazo de nobles.
En su testamento del 1600 estableció como albaceas además de su primo hermano Agustín Felices y Azlor, su hermano Luciano, a Juan Sancho Paterno y Saganta y a su mujer, nombrándolos también tutores de sus tres hijos menores de edad, solicitando también su enterramiento en una capilla al lado de la epístola de la iglesia de San Pedro de Panzano, que se debería construir para albergar ahí el nuevo panteón familiar, estableciendo sobre la misma el escudo de los Azlor.

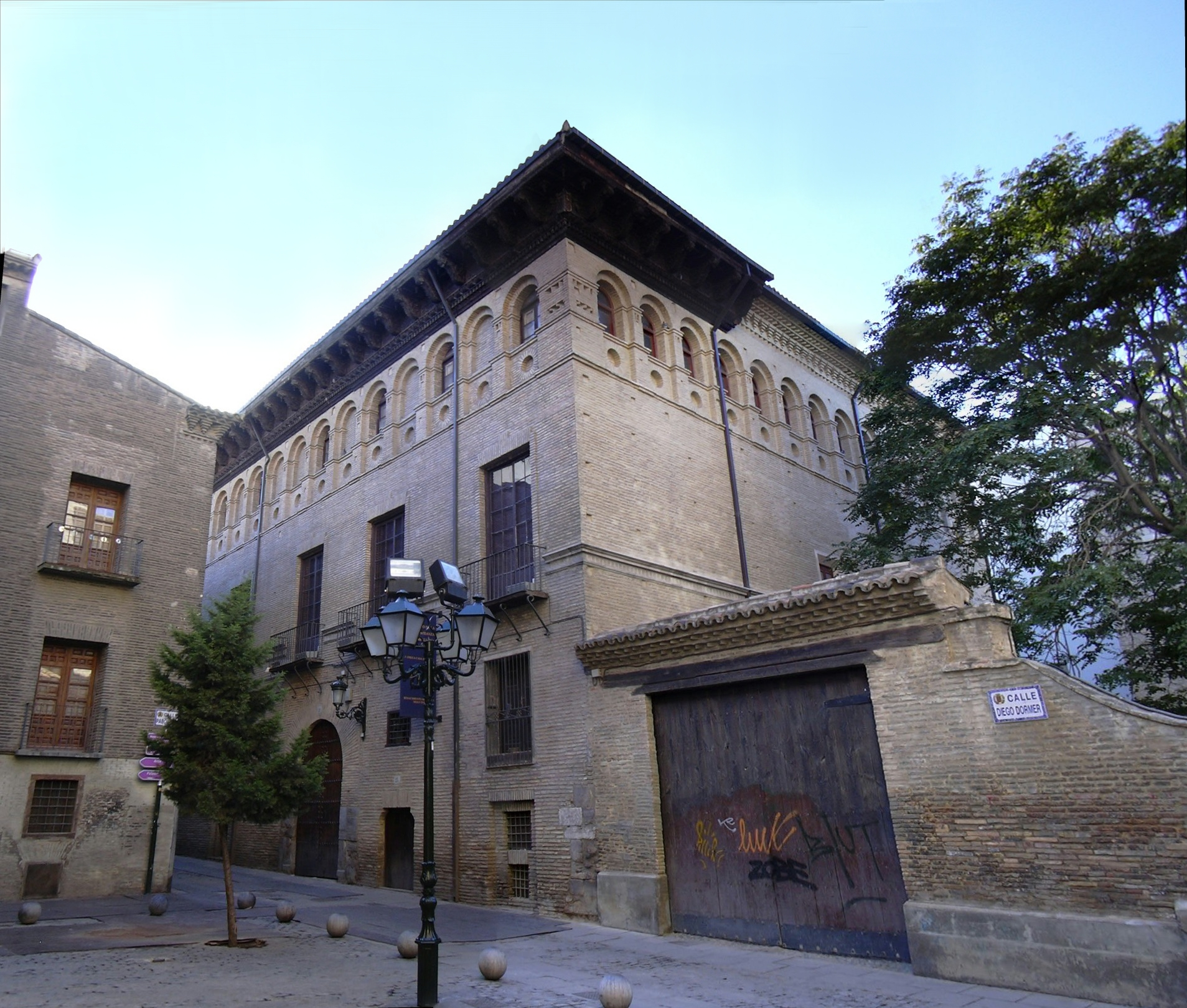
Como miembros de la nobleza aragonesa reconocida la gran mayoría de los hombres de la familia de los Azlor entraron a la Cofradía de San Jorge, la futura Real Maestranza de Zaragoza.

Contrajo matrimonio por primera vez con María Ana de Heredia, hermana de Juan de Heredia, marido de su hermana Ana de Azlor, casándose ambas parejas el 23 de noviembre de 1579 en donde la novia aportó noventa mil sueldos jaqueses como dote, aunque la novia falleció poco después, probablemente en el parto de su único hijo, Artal IV de Azlor.
Contrajo segundas nupcias el 27 de octubre del 1591 con Leonor de Icís y Oruño, para quien también eran segundas nupcias ya que su primer matrimonio fue con Matías de Moncayo, jefe de la Casa de Moncayo, hijo a su vez de Matías de Moncayo y de Isabel Doz, teniendo un hijo llamado Matías de Moncayo e Icís, paje de Felipe II, que falleció sin descendencia, que y además era señora de Costean y Rafales, así como sobrina nieta de Pedro de Arbués. Con ella tuvo a:
- Juan IV de Azlor, quien heredó los señoríos de su madre al igual que el patrimonio de su medio hermano Matías de Moncayo e Icís fundando la rama de los Azlores de Costeán, quienes tras la muerte sin herederos de Francisco Luis de Azlor heredarían el patrimonio familiar.
- Manuel de Azlor, capitán de caballos corazas durante catorce años, sirviendo en Flandes y Holanda junto a las tropas de Ambrosio Spínola, perdiendo una mano y quemándose la cara en el ataque del conde de Bergues a la isla de Belna en Holanda, falleciendo en el asedio de Tarragona y recibiendo el 8 de mayo del 1641 una pensión de trescientos ducados que recibiría su hermano.

### Artal IV de Azlor, creación de la rama principal de los Azlor
En el momento en el que sucedió a su padre se encontraba bajo la tutela de su madrastra Leonor de Icís y Oruño, aunque ya había tomado posesión de sus señoríos antes del 30 de julio del 1604, cuando contrajo matrimonio en Huesca con Dorotea Coscón y Cortés, hija de los barones de Mozota y Mezalocha, quien aporto cien mil sueldos como dote y con quien tuvo a:
- Francisco Luis de Azlor y Coscón, su heredero.
- María Ana de Azlor y Coscón, casada el 19 de septiembre del 1619 en Barbastro con José Luis de la Sierra y Portolés,[40] señor de Otín, y Fornillos, capitán de infantería española en Nápoles, Gobernador de Calabria y desde el 6 de marzo del 1627 I barón de Letosa, habiendo sido aportada la villa homónima con su castillo en las capitulaciones patrimoniales junto con ciento diez mil sueldos jaqueses. Participó en la toma de Vercelli, asisitió a las cortes aragonesas del 1616 y 1633, siendo diputado de nobles en 1630 y 1643. El matrimonio tuvo a:
  - Felipe Manuel de la Sierra y Azlor, II barón de Letosa, señor de Otín y Fornillos al igual que de la pardina de Alcauten, siendo insaculado en la bolsa de nobles en 1645[41] pero falleciendo sin sucesión en el 1652.
  - José Roque de la Sierra y Azlor, III barón de Letosa y demás títulos, fue caballero justicia de la Orden de Malta y diputado de nobles del reino de Aragón, falleció sin sucesión.
  - Juan Manuel de la Sierra y Azlor, IV barón de Letosa y demás títulos, casado con Isabel de Vallabriga y Descartín, con quien tuvo a:
    - Francisco de la Sierra y Azlor, V barón de Letosa y demás títulos fue también regidor perpetuo de Zaragoza y miembro de la Real Maestranza de Zaragoza.
    - Josefa de la Sierra y Azlor, casada el 8 de abril del 1698 con Faustino-Cayetano Cavero y Cavero, II conde de Sobradiel, quien era viudo de su primera mujer Constanza de Eril.

  - Catalina de la Sierra y Azlor, de la que se desconoce su vida.

Artal falleció poco después del 11 de septiembre del 1615, dejando como albaceas de su testamento a su hermano, Juan de Azlor, su mujer y al tío de esta, Luis Coscón, quien era comendador de la orden de Malta.

### Francisco Luis de Azlor, extinción de la rama de los barones de Panzano
Además de todos los títulos señoriales que heredó de su padre Francisco Luis, habiéndose encontrado bajo la tutela de su tío abuelo Luciano y tras la muerte de este de su abuelo materno Martín Coscón, también fue capitán de Infantería del ejército de Cataluña, merino de Huesca desde el 12 de enero del 1639 y baile desde el 22 de octubre del 1640, destacando en la Guerra de Cataluña donde fue hecho prisionero y encerrado en el castillo de Estadilla hasta que pagó su propio rescate.
Contrajo matrimonio el 27 de enero del 1635 en Madrid con María de Bayetola Cavanillas y Toledo, quien era hija de Matías de Bayetola, caballero de Santiago y regente del Consejo Supremo y de su esposa Luisa Delgado de Toledo y Zamora, y que aportó ciento setenta y dos mil sueldos jaqueses como dote aunque ella falleció poco después ya que el 2 de febrero del 1648 ya se le menciona como fallecida al hacerse el pago de la misma
Volvió a contraer matrimonio con su sobrina Manuela Feliciana de Azlor y Guasso, hija de su primo hermano Martín de Azlor y Berbegal, señor de Costean y Rafals, y de su esposa Teresa Guasso y Bardají, señora de Enate y de Gil, recibiendo la dispensa papal el 31 de abril de 1661 y casándose por poderes él en Huesca y ella en el Monasterio de Sigena donde se educaba, aunque la muerte de Francisco Luis evitó que hubiera hijos del matrimonio ya que Manuela Feliciana tomaba posesión como viuda los primeros días de marzo del 1664 y volviendo a contraer matrimonio con Jerónimo Marta y Mendoza, hijo del Justicia de Aragón.

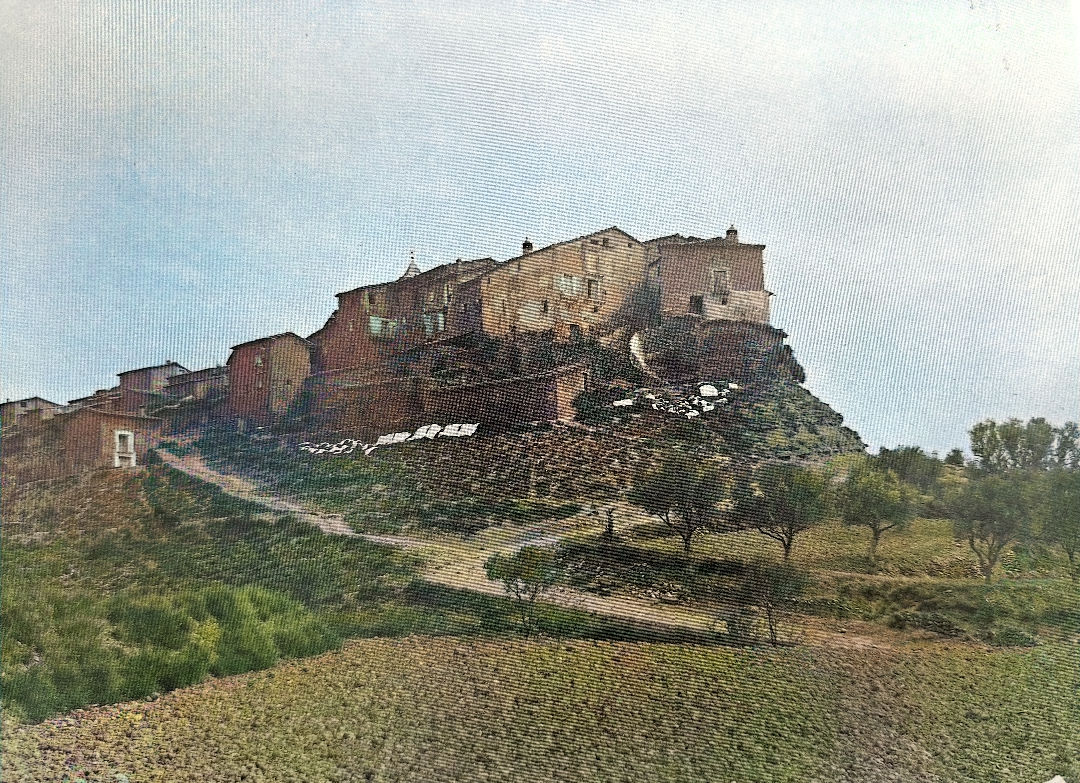
La población de Enate pasó a ser parte del patrimonio de los Azlor tras el matrimonio de Teresa Guasso y Bardají con Martín de Azlor y Berbegal.

Falleció en el 1664 habiendo dejado escrito en su testamento varios aniversarios en la iglesia parroquial de Panzano, al igual que dejaba diez mil sueldos a su hermana y hacia testamentarios a sus primos Ramón de Azlor, entonces Deán de La Seo de Zaragoza, Valeriano de Azlor, Arcipreste de Daroca, siendo ambos primos hermanos suyos.

## Sucesión de los Señores de Costeán como Barones de Panzano

### Juan IV de Azlor, sirviente de los Austrias
Como heredero de su madre fue señor de Costeán y Rafales, habiendo nacido en las casas que los Azlor tenían en Huesca y que hoy conforman el Palacio de Villahermosa.
Fue consejero de lo patrimonial en el Consejo de Aragón desde agosto del 1628 hasta el 1642, miembro de la Junta de Ejecuciones de Castilla, de la Real Maestranza de Zaragoza, al igual que asistió a las cortes de Barbastro del 1620 y a las posteriores de Calatayud como miembro del brazo de nobles.
Destacó por sus servicios a la corona, recibiendo varias recompensas como la infanzonía inmemorial y el tratamiento de "Don" a sus descendientes en el 1627 y posteriormente el mandato el 11 de enero del 1642 a mantener las fortalezas del Rosellón y Cerdeña fieles a la causa austríaca, confiándole el rey la tarea debido a su inteligencia y lealtad mostrada hasta entonces. Solicitó ser enterrado en el convento de Nuestra Señora de los Arcos de Costeán.
Contrajo matrimonio en Barbastro en el 1606 con Juana Francisca de Berbegal Maza de Lizana y Pallon, señora de Pallarols y las Quadras, hija de Martín de Berbegal Maza de Lizana y Juneda y de su mujer Luisa Pallón, señora de Pallarols y las Quadras, falleciendo antes Juana Francisca que Juan, casándose este entonces con Juana de Almazán de los Pérez de Almazan, señores de Maella, aunque no tuvo sucesión con ella.
De su matrimonio con Juana Francisca de Berbegal Maza de Lizana y Pallon tuvo a:
- Martín de Azlor y Berbegal, quien le sucedió.
- Agustín de Azlor y Berbegal, paje de Felipe IV aunque falleció joven.
- Valero de Azlor y Berbegal (11 de febrero de 1620-) Nacido en Barbastro y bautizado en la Catedral de la ciudad el mismo día, fue doctor en Teología, Arcipreste de Daroca, Tesorero de la Seo de Zaragoza, Tesorero del Consejo de Aragón desde el 24 de junio del 1643 y posteriormente fue Diputado del Reino de Aragón en el 1647.
- Ramón de Azlor y Berbegal (?-7 de septiembre de 1785) Fue doctor en ambos derechos por la Universidad de Roma desde el 4 de agosto del 1651, siendo poco después designado como deán de la Seo de Zaragoza y posteriormente por bula de Inocencio XI en el 1677 se convirtió en Obispo de Huesca y de Jaca. Pasó gran parte de su episcopado en Zaragoza debido al ejercicio de Diputado del Reino, falleciendo en el palacio episcopal de Huesca el 7 de septiembre del 1785, siendo enterrado en el presbiterio de la catedral, en el lado del evangelio.
- Pedro de Azlor y Berbegal, doctor en Teología, fue clérigo en la Catedral de Toledo y posteriormente en la Seo de Zaragoza, habiendo sido también racionero de la catedral de Huesca y rector de Junzano.
- Una hija de nombre desconocido de la que solamente se recoge la noticia que contrajo matrimonio con Francisco de Altarriba.

### Martín de Azlor y Berbegal, soldado en las campañas italianas
Nacido en Alcolea de Cinca, siendo señor de Costean y Rafals por derecho propio y como otros muchos miembros de la pequeña nobleza entró muy joven al servicio real ya que con apenas dieciséis años ya estaba bajo las órdenes del VII conde de Sástago Martín Artal de Alagón y Pimentel, prestando servicio tanto en Nápoles como en Milán, destacando en la defensa de Valencia del Po y estando presente en otras batallas como la de Guardamei donde fue hecho preso, aunque consiguió escapar nadando a través del río Pó, siendo recompensado por el Marqués de Leganés con una compañía de caballos corazas, prestando servicio posteriormente en el asedio de Salces.

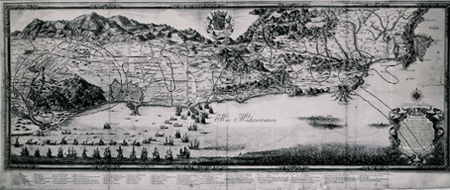
Martín de Azlor y Berbegal falleció defendiendo el Fuerte de San Juan de los Reyes durante el asedio de Barcelona en el 1651.

Posteriormente fue nombrado Maestre de Campo de Infantería, entrando a la cuenca del Tremp y guareciendo por mandato real Monzón, siendo asediado en ella por La Mothe y debiendo rendir la población el 19 de mayo de 1642 por falta de víveres, aunque con las tropas que consiguió sacar evitó que los franceses tomasen las poblaciones de Arén, Montañana y tomando en el lado catalán las poblaciones de Sapeira y Esplugaferada, siendo capturado después por las tropas de José Margarit y habiendo pagado un rescate de tres mil reales a ocho se unió al segundo asedio de Monzón con Felipe de Silva, haciendo lo mismo en los asedios de Lérida, Balaguer y Ager una vez recuperó la plaza aragonesa, iniciándose en recompensa el proceso de ingreso a la Orden de Santiago, algo que consiguió en el 1651.
Habiendo testado en el 1651 debido a su próximo despliegue militar ya que se unió a las tropas de infantería de Aragón para la toma de Barcelona en ese año, que aunque terminaría siendo una victoria para las tropas españolas para Martín sería su último conflicto ya que falleció en la toma del Fortín de San Juan de los Reyes, uno de los fortines que protegían la ciudad condal y que fue tomado a la salida de las tropas francesas, siendo posteriormente su cuerpo trasladado al convento de Nuestra Señora de los Arcos de Costean, donde fue enterrado en la capilla del Santo Cristo.

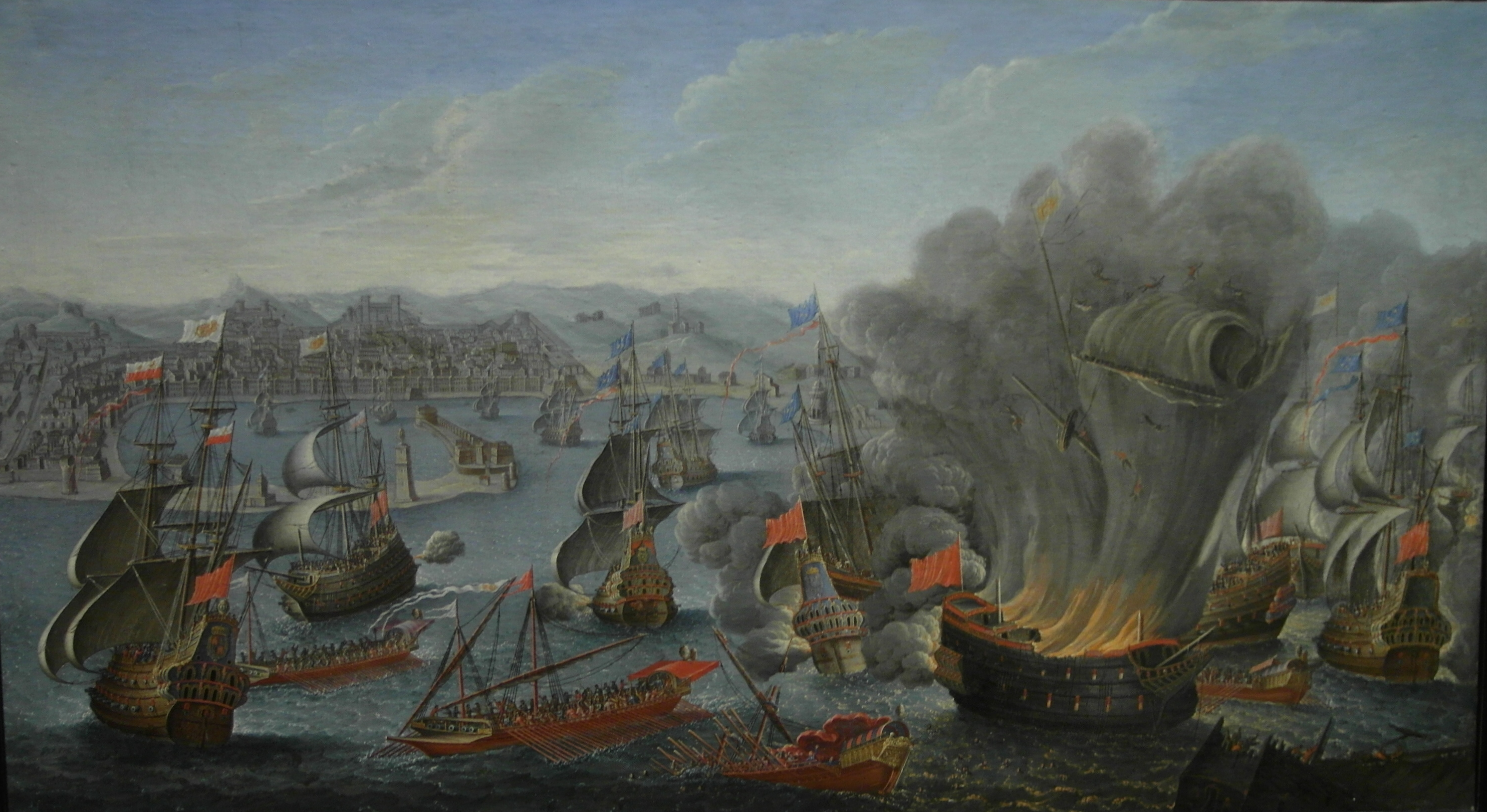
Francisco de Azlor y Guasso siguió la tendencia de los segundones de decantarse por una carrera militar para no desgajar el patrimonio familiar, llegando a participar en la Batalla de Palermo del 1676.

Había contraído el 18 de julio del 1645 matrimonio por poderes en Barbastro con Teresa de Guasso y Bardají, señora de Enate, Gil y Santa María de Bordons, habiéndolos heredado a la muerte de su hermano Antonio en la Guerra de Cataluña, siendo ambos hijos de Gaspar Guasso y Azcoidi y su esposa Luisa Concordia Bardají y Bardají, hija a su vez de Melchor de Bardají y Dort, barón de Cajigar, Selés, Puimolar y Santa María de Bordons y de su mujer, quien además era su prima hermana, Margarita Bardají. El matrimonio tuvo en total cuatro hijos, siendo:
- Artal de Azlor y Guasso, quien sucedería a su padre y recibiría el título de I conde de Guara.
- Juan Jaime Antonio de Azlor y Guaso (26 de julio de 1649-29 de abril del 1721) Nacido en la casa familiar de Barbastro y siendo bautizado en su catedral el mismo día de su nacimiento, se dedicó a las armas desde pequeño ya que entró a la orden de Malta con nueve años, participando después en la Revuelta de Mesina del 1672 donde fue herido y capturado estando al mando de un cuerpo de caballos coraza. Más tarde profesó como caballero de San Juan de Jerusalén, siendo después comendador de Villarluengo y la Cañada muriendo en el cargo estando en Zaragoza. Estuvo comprometido con Laura Lombardo, baronesa de Santa Mónica en el 1674 aunque el matrimonio no llegó a llevarse a cabo.
- Francisco Domingo de Azlor y Guasso (17 de septiembre de 1651) Nació en Zaragoza, siendo bautizado en la Seo de Zaragoza y nombrado caballero de la Orden de Santiago en el 1664. Sirvió seis meses en galeras bajo el mando del príncipe de Piombino en las costas de Sicilia, al igual que en la Batalla de Palermo del 1676.
- María Manuela Feliciana de Azlor y Guasso (20 de septiembre del 1640), fue la primogénita del matrimonio naciendo en Barbastro y siendo bautizada el mismo día de su nacimiento en la catedral de la población por su tío Valero de Azlor. Contrajo matrimonio dos veces, la primera con su pariente Artal IV de Azlor y Coscón, quien había enviudado de su primera mujer María de Bayetola Cavanillas y Toledo, quedando ella misma viuda en el 1664 y contrayendo segundas nupcias con Jerónimo Marta y Mendoza, miembro del Consejo de Aragón e hijo de Miguel de Marta y Andrés, miembro también del Consejo así como regente de la Real Audiencia y Justicia de Aragón y de su mujer Cecilia Gómez de Mendoza y Ripoll. El matrimonio de María y Jerónimo tuvo solamente una hija en común, Mariana Pérez de Pomar y Mendoza, quien en 1684 casó con Cayetano de Rebolledo de Palafox y Marsilla, I marqués de Lazán, con quien tuvo descendencia.

### Artal V de Azlor, el I conde de Guara
Nacido en Barbastro el 8 de abril de 1648, heredó los señoríos de Costean y Rafals a la muerte de su padre en el 1651 así como la baronía de Cajigar con los señoríos de Enate y Gil por parte materna, aunque posteriormente a la muerte de su pariente Artal IV heredó la baronía de Panzano y todas sus pardinas junto con la compra de la baronía de Benavente el 19 de noviembre del 1674 a Isabel de Torquemada.
Tomó posesión de los señoríos poco antes de cumplir los dieciséis el 9 de marzo de 1664, habiendo sido antes reconocido como cofrade de San Jorge en Zaragoza y poco después de la toma de posesión de sus señoríos entró a la Orden de Santiago como caballero, siendo nombrado merino de Huesca en sucesión de su tío Francisco Luis Azlor y Coscón el 16 de junio del 1664.
El rey Carlos II le concedió el 23 de febrero de 1678 el título de conde de Guara en relación con el señorío que tenía sobre la sierra de Guara al estar incluido en la baronía de Panzano y en recompensa de los servicios tanto de su padre Martin de Azlor, su abuelo Juan de Azlor y los suyos propios.
El 19 de febrero de 1665 había contraído matrimonio en la Iglesia de San Felipe y Santiago de Zaragoza con Josefa María Virto de Vera Viota y Coscón, señora de Gordún, Larrués, Miana y de las pardinas de Buzcalapueyo, Sutirana y Samper ya despobladas en aquel entonces. Josefa era la única hija de Diego Antonio Virto de Vera y Monreal, señor de Miana, quien a su vez era hijo de Antonio Virto de Vera Fernández Motiloa y de su mujer Gracia Bonmacip y Monreal, quien estaba casado con Josefa de Viota y Coscón, señora de Larrués y Gordún, Sutirana y demás pardinas, siendo hija de Juan de Viota y Monterde y su mujer María Coscón y Cortés. En el momento de su matrimonio ambos formaron un mayorazgo con el patrimonio de ambos, excluyendo la baronía de Panzano, que se vinculaba al hijo mayor del matrimonio, aunque Josefa solamente llegó a ser baronesa de Panzano ya que falleció el 19 de agosto del 1677 y siendo enterrada en la capilla de Santa Justa y Rufina en la Seo, fundada por su tío. De su primer matrimonio tuvo a:
- Juan Lorenzo de Azlor y Virto de Vera, que falleció siendo niño y fue enterrado en San Pedro el Viejo el 31 de enero del 1669.
- Juan Artal de Azlor y Virto de Vera, que sucedió a su padre como II conde de Guara.
- José de Azlor y Virto de Vera (19 de julio del 1672-9 de marzo de 1734), fue canónigo y arcediano en un inicio pero que dejó en el 1704 para contraer matrimonio, iniciando desde entonces una carrera política en el virreinato de Nueva España.
- Rosa de Azlor y Virto de Vera (30 de agosto de 1676-) contrajo matrimonio en Barbastro el 10 de enero del 16697 con Juan Bermúdez de Castro Bardají y Moncayo, diputado del reino de Aragón y segundogénito de José Bermúdez de Castro, II marqués de Cañizar, VII marqués de Navarrés, diputado del reino en el 1686 y mayordomo de Mariana de Neoburgo, y de Juana de Bolea y Moncayo, III marquesa de San Felices, siendo la única hija de Juan de Moncayo y Gurrea.

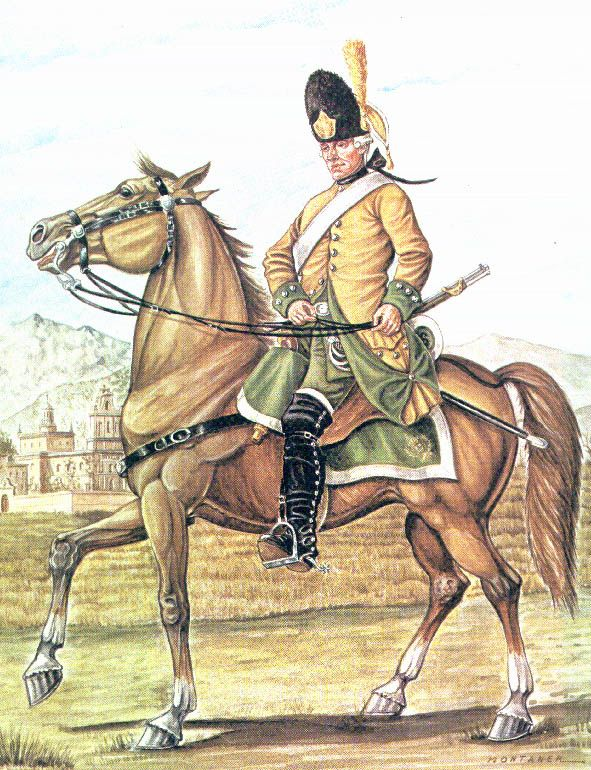
Félix y Antonio tomaron la carrera militar como modo de vida bajo el amparo de su tío materno Bernardino de Miramón y Corbera, entrando a menudo a cuerpos de caballería como el Regimiento de Dragones de Sagunto.

Contrajo un segundo matrimonio en Barcelona el 4 de marzo del 1679 con María de Marimon y Corbera, hija de Félix Marimón y Tord, señor de Serdañola y posteriormente I marqués de Serdañola, al igual que era señor del castillo de San Marzal, y de su mujer Jerónima de Corbera y de Pons, hija del barón de Llinas, Talavera, Pavia, Altafulla y Lanau. De su segundo matrimonio tuvo a:
- Félix de Azlor y Marimón, nacido en Barcelona el 7 de marzo del 1684 durante la guerra en Cataluña, fue caballero de justicia de la Orden de Malta desde el 1688 como menor aunque profesó en el 1713, siendo nombrado en el 1706 Capitán de Dragones en el regimiento que su tío materno, Bernardino de Marimón, dirigía aunque posteriormente pasó a ser Teniente Coronel en el 1711 y luego a Coronel de Dragones y Maestre de Logística en el 1715.
- Martín de Azlor y Marimón, fallecido siendo niño.
- Juan Manuel de Azlor y Marimón, fallecido siendo niño.
- Isabel Antonia de Azlor y Miramón, monja profesa en el convento de las Carmelitas Descalzas, también conocido como de las Baronesas, en Madrid donde tomó el nombre de Sor Isabel de Jesús María.
- Teresa de Azlor y Miramón, fallecida niña.
- María Josefa de Azlor y Miramón, fallecida niña,
- Manuela de Azlor y Miramón, profesó en el convento de Santa María de Sigena con sus hermanas María Teresa y Jerónima.
- María Teresa de Azlor y Miramón, profesó en el convento de Santa María de Sigena con sus hermanas Manuela y Jerónima.
- Jerónima de Azlor y Miramón, profesó en el convento de Santa María de Sigena con sus hermanas María Teresa y Manuela.
- Antonio de Azlor y Miramón (12 de junio de 1697-30 de marzo de 1774) nació en Barbastro como hijo póstumo, fue teniente general, embajador de la emperatiz María Teresa en el 1750 así como Comandante General del Ejército de Aragón y Gobernador de Cádiz en el 1775. Inició su carrera militar en el Regimiento de Dragones de Sagunto, siendo nombrado alférez del mismo en el 1718 y posteriormente como capitán del Regimiento de Dragones de Ribagorza en el 1719 aunque en julio de ese mismo año se le destinó como capitán al regimiento de Sagunto, convirtiéndose en coronel en el 1732 y brigadier en el 1735 . Tras la muerte de su tío Bernardino de Miramón y Corbera asumió el cargo de capitán de la Real Compañía de Granaderos a caballo. Llegó a ser nombrado Mariscal de Campo en el 1745 debido a varias acciones destacadas tanto en África como en Navarra y llegó a ascender una vez más en el 1754 a teniente general debido a sus servicios en las guerras en Italia. No llegó a contraer matrimonio y en su testamento estipuló que quería ser enterrado en la capilla del Santo Crucifijo del Convento de Nuestra Señora de los Arcos de Costean.

## Ramas cadete

### Dezlor o Desllor
Juan de Azlor, hijo de Pedro de Azlor y caballero de guardia en la Batalla de las Navas de Tolosa consiguió incendiar una empalizada que protegía a Miramamolín.
Posteriormente los descendientes de Juan de Azlor adoptarían la variación del apellido, que mutaría a Desllors o Dezlors como recoge Arturo García Caraffa y la variante heráldica.

## Heráldica
A la hora de establecer una base sobre la heráldica de los Azlor existe el problema de que ninguna descripción es unánime, existiendo un debate sobre la identificación de los distintos muebles, siendo descritos como podaderas, hoces, martillos o una mezcla de ambos debido a la asignación de diversos escudos a distintos periodos y las distintas ramas de la casa nobiliaria, ocurriendo algo similar con el elemento secundario, que aparece mencionado desde castillos hasta clavos pasando por mangos, puntas de lanza o hierros, estando a menudos acompañados de una leyenda dando origen al mueble.
En el caso de la representación del mueble secundario como clavos existe la leyenda vinculada a la conquista de Úbeda:

Después de la derrota de las Navas, no seguros los moros en Baeza, se
retiraron á Ubeda como plaza más fuerte, y en sus modos de defensa idearon uno, que fue cubrir los caminos próximos á la plaza de gruesos clavos clavados en el suelo y con las cabezas cónicas afiladas, para que hiriéndose los pies no pudieran avanzar ni la infantería ni los caballos; pero
todos los ardides no fueron suficientes para que al segundo día la tomasen
los aragoneses (esta acción so debió sólo á los aragoneses), y que el primero que escalara la muralla fuera un escudero do D. Lope Ferrench de Luna. 
En memoria de este hecho concedió el Rey á varios caballeros aragoneses que añadiesen á las piezas do sus escudos los clavos con gruesas cabezas de cuatro caras. 
Entre estos caballeros se encontró D. Juan do Azlor, pues desde esta época veremos en el escudo de los Azlor, además de las hoces, las cabezas de clavo.
Gregorio García Ciprés

Según la leyenda que recoge Gregorio García Cirés su heráldica sería:

Concedióles tambien el rey el señorio de los pueblos de Fabana, Torresecas, Bellestar, Costean y otros lugares, debiendo entonces tomar por armas el escudo de un solo cuartel, en cuyo campo pusieron ocho castillos en alusión a los ocho castillos y lugares en que tenían señorio, y las tres hoces en triangulo intercaladas en el centro
Gregorio García Ciprés

Aunque durante la Edad Media su heráldica se describe de distintas formas como "en campo de oro, tres podaderas de azur y cinco clavos también de azur, puestos en faja de tres y dos" que aparecen en la portada de la Catedral de Huesca y que pertenecieron a Martín López de Azlor, obispo de Huesca entre 1300 y 1313 mientras que Juan del Corral lo describe en su nobiliario como "De plata, con tres hozes de podar, los yerros gules y los mangos sables, y entre ellos tres mangos negros de las dichas hoces".
Durante la Edad Moderna aparece descrita como "de gules, tres podaderas o alabardas de plata acompañadas de puntas de flecha, hierros de lanza o clavos de prominente cabeza del mismo metal sembrados en el campo".

### Armas personales
Autores como Jaime Febrer recogieron en sus obras descripciones de los escudos de los diversos conquistadores de Valencia, entre ellos los de Pedro de Azlor y Juan de Azlor, padre e hijo respectivamente y a quienes adjudica igualmente las siguientes armas personales.

Pedro de Azlor
[…]Traía por divisa tres espigardas o martillos grandes, con clavos azules, sobre campo dorado.
Juan de Azlor
[…]Tenía por divisa un laurel verde y en feliz recuerdo de San Vicente martír adornaba el escudo con el aspa de su martirio.
Jaime Febrer